# Majk Faust
Majk Faust (* 12. April 1970) ist ein ehemaliger deutscher Basketballspieler.

## Laufbahn
Faust gehörte im Spieljahr 1992/93 zur Bundesligamannschaft von SSV 1846 Ulm, anschließend war der 1,95 Meter große Flügelspieler Mitglied der Zweitligisten Osnabrücker BV und TK Hannover. In Hannovers Farben zeigte er im Laufe des Spieljahres 1994/95 teilweise überragende Leistungen: Am 10. Spieltag erzielte Faust 45 Punkte (unter anderem durch fünf erfolgreiche Dreipunktewürfe) gegen den SVD 49 Dortmund, am 22. Spieltag kam er gegen den MTV Wolfenbüttel auf 44 Punkte und traf sechs Dreipunktewürfe. 1995/96 gehörte er zur Mannschaft des Bundesligisten SG Braunschweig. Es folgten Stationen bei den Zweitbundesligsten VfL Bochum (1996/97) und Forbo Paderborn (1997/98). Zu Beginn der 2000er Jahre stand Faust im Aufgebot des TuS Jena (damals Regionalliga), in der Saison 2001/02 verstärkte er die Krefeld Panthers (ebenfalls Regionalliga) und kehrte dann in die 2. Basketball-Bundesliga zurück: Der Flügelspieler lief 2002/03 für die NVV Lions Mönchengladbach auf, im Spieljahr 2003/04 gehörte er zeitweilig der Mannschaft des Regionalligisten Bergheim Bandits an. In der Folge spielte Faust wieder für die Krefeld Panthers, 2004/05 war dies in der zweiten Liga.